# 彭新镇
彭新镇，是中华人民共和国河南省信阳市罗山县下辖的一个乡镇级行政单位。

## 行政区划
彭新镇下辖以下地区：
彭新社区、张堆村、马店村、万寿村、明月村、八宝村、仁和村、前锋村、张洼村、天竹村、江榜村、杨店村、小河村、红堂村、茶山村、倒座村、西湾村、曾店村、公山村和张堂村。